# Török család (szendrői)
A szendrői nemes és gróf Török család egy ismeretlen eredetű magyar nemesi, majd főnemesi család.

## Története
A családi legenda szerint a mohácsi vész után régi birtokaikról elűzték őket, és minden okmányuk elveszett. Ezen a mondán kívül semmi kézzel fogható bizonyíték nem áll rendelkezésre a család régebbi származását illetően. Egy másik feltételezés szerint rokonok az enyingi Török családdal. Annyi biztos, hogy első igazolható ősük a 16. században élt Bálint, aki az al-dunai Szendrő várában vajda volt, később pedig török fogságban halt meg. Bálint unokája, Bálint, szendrői kapitány és Torna vármegye alispánja volt, 1631-ben áttért a katolikus hitre. 1647-ben Nógrád és Heves vármegyék táblabírói tisztét is viselte. Fia, Ferenc, szintén alispán volt, fiaival a család két ágazatra szakadt. Ferenc unokája, József, borsodi alispán, helytartósági tanácsos, majd a szepesi kamara elnöke, 1774-ben gyermekeivel együtt grófi címet kapott. Megemlítendő még Bálint, aki 1806-ban előbb helytanácsos, majd a hétszemélyes tábla ülnöke, végül helyettes országbíró is volt, valamint testvére, Napóleon, aki Ung vármegye főispáni tisztét látta el a 19. század első felében.

## Nevezetes családtagok
- Török József (1714–1776) borsodi alispán, helytartósági tanácsos, szepesi kamarai elnök
- Török Karolina, avagy Prinzessin Karoline von Nidda (1786–1862) Menden bárőnője, Nidda hercegnője, György hessen-darmstadti herceg (1780–1856) neje
- Török Lajos (1748–1810) szabadkőműves főmester, kassai tanulmányi kerületi igazgató, pedagógiai szakíró, országgyűlési követ, Kazinczy Ferenc apósa
- Török Zsófia (1780–1842) Kazinczy Ferenc neje

## Címere
Borovszky rövid leírása a család címeréről:
Czímer: kékben, jobb előlábával görbe kardot, baljával levágott török főt tartó arany-oroszlán. Sisakdísz: paizsbeli oroszlán növekvően. Takarók: kékarany.